# John Viénot
John Viénot, né le 10 août 1859 à Asnières-lès-Bourges et mort le 28 décembre 1933 à Paris, est un pasteur et théologien français luthérien d’origine montbéliardaise et l’un des principaux historiens du protestantisme français au XIXe siècle/début XXe siècle.
Outre ses charges de ministre du culte protestant au temple Saint-Martin puis à l’Oratoire du Louvre à Paris, il est bibliothécaire de la ville de Montbéliard, président de la Société d'Émulation de Montbéliard, président du consistoire de Montbéliard, professeur d’histoire à la Faculté de théologie protestante de Paris, président de la Société de l'histoire du protestantisme français et, pendant la Première Guerre mondiale, secrétaire général du Comité protestant de propagande française à l’étranger.

## Biographie
John Emmanuel Viénot est né à Asnières-lès-Bourges (Cher), le 10 août 1859,. Il est le fils de l’instituteur évangéliste Jacques Frédéric Viénot (1813-1864) né à Couthenans, non loin de Montbéliard, et de Catherine née Duvernoy (1816-1900). La famille Viénot est originaire des villages de Raynans et Issans dans le pays de Montbéliard. Le prénom de John, assez rare en France à cette époque, lui est donné en mémoire de John Darby, dont Jacques Frédéric Vienot a été proche lors de sa visite en France en 1850.
Après des études de lettres et de théologie protestante à Paris (où il obtient un baccalauréat ès-lettres et un baccalauréat en théologie), John Viénot commence sa carrière à Montbéliard en 1883 en tant que suffragant du pasteur Jeanmaire à qui il succède en 1886 comme pasteur du temple Saint-Martin. Il est en même temps (de 1883 à 1900) l’aumônier protestant du lycée Cuvier de Montbéliard,.
Il épouse en 1887 Suzanne Catherine Élisabeth Peugeot (1867-1894), fille d’Edmond Peugeot (1839-1901), propriétaire à Belchamp, et de Marie Dumas (1842-1913). Ils ont cinq enfants (Madeleine 1888-1964, Anne 1889-1976, Marthe 1890-1980, Paul 1892-1981 et Étienne 1893-1914) mais son épouse meurt le 22 décembre 1894. John Viénot épouse alors (en 1896) Marguerite Marie Henriette Peugeot (1866-1940), la sœur aînée de sa première épouse. Quatre enfants naîtront de ce second mariage (Suzanne 1896-1897, Jacques 1898-1981, Marcel 1900-1900 et Marguerite 1902-1971).
En 1895, il obtient une licence en théologie protestante à la faculté de théologie protestante de Paris, intitulée « La vie ecclésiastique et religieuse dans la principauté de Montbéliard ». Il soutient en 1900 à Paris une thèse de doctorat sur l’histoire de la Réforme dans le pays de Montbéliard des origines jusqu’à la mort de Pierre Toussaint. Cette thèse est publiée la même année sous forme de deux volumes de 368 et 260 pages.
En 1900, il est appelé à Paris pour prendre le poste de professeur d’histoire ecclésiastique à la faculté de théologie protestante de Paris, ce qui lui permet de fréquenter assidûment les Archives nationales et de documenter sa grande œuvre, son Histoire du protestantisme français. 
En 1906, après la loi de séparation des Églises et de l'État, il est nommé maître de conférence d'histoire moderne à la Sorbonne mais reçoit simultanément un appel du temple protestant de l'Oratoire du Louvre. Entre la Sorbonne et sa vocation pastorale, il choisit cette dernière. Il devient donc pasteur à l'Oratoire tout en conservant sa chaire d’histoire ecclésiastique à la faculté de théologie de Paris devenue faculté libre. Partageant ses responsabilités pastorales avec notamment Wilfred Monod et Jules-Émile Roberty, il reste 26 ans pasteur à l’Oratoire du Louvre, prenant sa retraite en 1931 à 72 ans, un an après avoir pris sa retraite de la faculté de théologie protestante (où il est resté 33 ans).
Peu après le début de sa courte retraite, il est marqué par la maladie (il subit une opération courant 1933) et par la perte d’un collègue et ami, l’inspecteur ecclésiastique Gédéon Jaulmes avec qui il avait collaboré à Montbéliard et lancé la revue La Vie nouvelle,. Il a néanmoins le temps de terminer la relecture du deuxième tome de son Histoire de la Réforme française, avec l’aide de sa femme et de sa fille aînée. Il meurt à Paris le 28 décembre 1933, laissant inachevé un ouvrage sur Auguste Sabatier. Son corps est transféré à Montbéliard le 31 décembre pour l'inhumation dans le cimetière de cette ville.

## Philosophie

### Théologie
Quoique très ferme dans ses convictions et dans sa piété, John Viénot se range parmi les libéraux comme en témoigne son intérêt pour Auguste Sabatier.

### Vision historique du protestantisme
John Viénot veut défendre et transmettre l’image du protestantisme français dans la société française, y compris parmi les protestants. « Le protestantisme contemporain, écrivait-il, ne connaît pas l’histoire : l’histoire, c’est-à-dire la gloire et la valeur du protestantisme français ! Il y sur ce point une réforme complète de notre éducation religieuse à opérer. ». C’est le sens de sa démarche d’historien qui étudie tour à tour les grandes étapes du protestantisme français du XVIe siècle au XVIIIe siècle et publie en conséquence : les débuts de la Réforme en France et à Montbéliard, les persécutions en France et en particulier à Paris tandis que Montbéliard s’organise autour de l’église luthérienne, (voir liste des publications ci-dessous). John Viénot voit dans le protestantisme une forme plus achevée de civilisation et regrette "qu'en France l'évolution du Protestantisme a été entravée et faussée par la persécution, tandis que dans le Pays de Montbéliard, la religion nouvelle a pu se développer et vivre avec plus de liberté" ; il insiste sur les conséquences heureuses de ce développement, puis se tournant vers "la belle et grande patrie française", il affirme que « bien des tristesses et des humiliations lui auraient été épargnées si, dès le XVIe siècle, elle avait pu être au bénéfice de la méthode protestante ».
Joignant le geste à la parole, il vulgarise l’histoire protestante en publiant en 1902 son Histoire du pays de Montbéliard à l'usage de la jeunesse et des familles, afin que tous les paroissiens aient conscience du passé protestant et de la contribution du protestantisme à la nation.

### Patriotisme
Très attaché à la France, même si comme il l’écrit, Montbéliard n’est française que depuis peu, John Viénot, tout comme son collègue Gédéon Jaulmes, manifeste par ses écrits un véritable élan patriotique. Son dossier de Légion d’honneur témoigne qu’il a fondé pendant la guerre une organisation de propagande française dénommée « Pour la France », et qu’il a été le secrétaire général du Comité protestant de propagande française à l’étranger dont les écrits ont été largement publiés aux États-Unis, aux Pays-Bas, en Suède et au Royaume-Uni. Il a également recueilli 250 000 francs, au profit des régions dévastées, lors de ses conférences aux Pays-Bas. Ce patriotisme participe à la défense d'un protestantisme parfois suspecté et parfois attaqué comme étant proche de certaines puissances étrangères.

## Publications

### En France
- Étude critique des renseignements parallèles du livre des Rois et du prophète Ésaïe sur le règne d'Ézéchias (thèse de baccalauréat en théologie), Paris, imprimerie de C. Noblet, 1884
- La Vie ecclésiastique et religieuse dans la principauté de Montbéliard au XVIIIe siècle (thèse de licence présentée à la Faculté de Théologie protestante de Paris), Librairie G. Fischbacher, Paris, 1895 et imprimerie C. Jacot et Cie, Audincourt, 1895 (386 pages) et sur le même sujet :
- De Pristinis montbelgardensis evangelicae ecclesiae liturgiis, imprimerie C. Jacot, Audincourt, 1895 (47 pages)
- Vieilles chansons du Pays de Montbéliard publiées avec une introduction et des notes, Montbéliard, 1897 (193 pages)
- Le régime de la séparation de l’Église et de l’État dans l'ancienne principauté de Montbéliard de 1793 à 1801, Paris, 1897 (24 pages)
- Histoire de la réforme dans le pays de Montbéliard depuis les origines jusqu'à la mort de P. Toussain, 1524-1573, (thèse de doctorat présentée à la Faculté de Théologie protestante de Paris), imprimerie Montbéliardaise, Montbéliard,1900, puis imprimerie Fischbacher, Paris, 1900 (2 volumes, 356 et 358 pages)
- Les origines de la réforme à Besançon, 1520-1534 imprimerie Fischbacher, Paris, 1901
- Un apologiste de la Saint-Barthélemy : Pierre Charpentier, leçon d'ouverture de l’année universitaire, Paris, 1902
- Le Grand-duc Paul et la grande-duchesse Marie-Foedorowna et leur séjour en France en 1782, imprimerie L. Bernin, Dôle, 1902
- Histoire du pays de Montbéliard à l'usage de la jeunesse et des familles, imprimerie P. Juillard, Audincourt, 1904
- La Bible et l'homme moderne, bureaux de la "Revue chrétienne", Paris, 1908
- Jean Calvin, souvenir du 4e centenaire de sa naissance : allocutions prononcées à l'Oratoire du Louvre, le 27 juin 1909 bureaux de la "Revue chrétienne", Paris, 1909
- L'Église de l'Oratoire du Louvre en 1908, imprimerie montbéliardaise, Montbéliard, 1909
- Calvin et la conscience moderne, Librairie Fischbacher, Paris, 1910
- À propos de Fénelon : M. Jules Lemaître et les protestants, Bureaux de la "Revue chrétienne", Paris, 1910
- Ce que raconte un vieux temple, le temple Saint-Martin de Montbéliard, de 1607 à nos jours, imprimerie montbéliardaise, Montbéliard, 1910
- L'Anti-protestantisme à l'heure actuelle, imprimerie Montbéliardaise, Montbéliard, 1910
- L'amour et la mort : sermon prononcé à l'Oratoire du Louvre, le 20 novembre, 1910
- Pie X et l'histoire, discussion des affirmations historiques de l'encyclique "Editae saepe", Fischbacher, Paris, 1911
- La remontée française : sermon prononcé à l'Oratoire du Louvre, le 17 décembre 1911, 1911
- Promenades à travers le Paris des martyrs, 1523-1559, Fischbacher, Paris, 1913
- Y a-t-il une réforme française antérieure à Luther ? Paris, 1913
- Le libéralisme religieux, Société de sociologie, Paris, 1814
- Pendant la guerre, discours prononcés à l'Oratoire et au Foyer de l'âme, Fischbacher, Paris, 1915
- La propagande allemande et l’union sacrée en France, Paris, 1915
- Réponse à l’appel allemand aux chrétiens évangéliques de l’étranger, Paris, 1915
- Un voyage de Mercure, conte grec, imprimerie montbéliardaise, Montbéliard, 1916
- Paroles françaises prononcées à l'oratoire du Louvre…, Paris, 1916
- Luther et l'Allemagne, Fischbacher, Paris, 1916 (44 pages)
- Épître au Tigre de France, imprimerie montbéliardaise, Montbéliard, 1918
- Le droit et la volonté de l'Alsace-Lorraine : souvenirs du 1er mars 1871, Librairie Fischbacher, Paris, 1918
- La Réforme et l'éducation, 1918
- Les protestants français et l'Amérique, discours prononcé à la séance d'ouverture des cours de la Faculté de théologie protestante de Paris, Fischbacher, Paris, 1918 (22 pages)
- Les protestants et l'Amérique (de Coligny à l'Indépendance), Fischbacher, Paris, 1919
- Histoire de la Réforme française, tome I, Des origines à l'Édit de Nantes, Librairie Fischbacher, Paris, 1926, prix Thérouanne de l'Académie française en 1927
- Auguste Sabatier, tome 1, La jeunesse, 1839-1879, Librairie Fischbacher, Paris, 1927
- La situation actuelle des religions dans le monde : le protestantisme, Paris, 1930
- Le livre d'immatriculation au collège des Montbéliards à Tubingue…, imprimerie "Je sers", 1931
- Georges Cuvier était-il allemand ? Paris, 1932
- Georges Cuvier, 1769-1832 : le Napoléon de l'intelligence, Librairie Fischbacher, Paris, 1932
- Histoire de la Réforme française, tome II, De l'Edit de Nantes à sa révocation, Fischbacher, Paris, 1934 (parution posthume)
- Les Protestants dans la patrie, éditions La Cause, Paris, [19..?]

### Aux Pays-Bas
- (nl) Luther en Duitschland… met een woord vooraf van F. J. Krop, (Luther et l’Allemagne… avec un avant-propos de F. J. Krop), Rotterdam, 1916
- Antoine Court et la restauration du protestantisme en France, éditions Geloof en Vrijheid, Rotterdam, 1935 ?

### En collaboration
- Victoire et délivrance, par MM. les pasteurs J.E. Roberty, Wilfred Monod et John Viénot / Paris : Fischbacher, 1919
- Rapport sur les travaux de la Faculté : séance de rentrée des cours de la Faculté de théologie protestante de Paris le vendredi 5 novembre 1909 / par M. le doyen Édouard Vaucher ; suivi de la Leçon d'ouverture par M. le Professeur John Viénot et du Rapport sur les concours, Librairie Fischbacher, Paris, 1909
- Le sentiment religieux à l'heure actuelle : entretiens et discussion [durant l'hiver 1913-1914 / Union de libres penseurs et de libres croyants pour la culture morale] ; par MM. Abauzit, Anglas, Belot, Boegner, Bois, Bonet-Maury, Bouglé, Bourgin, Buisson, Caspar, Charmy, Chavan, Mme Compain, MM. Duguit, Dunan, Dunois, Durkheim, Erhardt, Faleire, De Faye, Gounelle, Le Roy, Louis-Germain Lévy, Mme Moll-Weiss, MM. Jean et Henri Monnier, Wilfred Monod, Parodi, Polacco, Roberty, Romain Rolland, Rouffiac, Séailles, Seippel, Sembat, Mme Siegfried, MM. Edouard Soulier, Valès, Viénot, Charles Wagner et Mlle Wust, éditeur J. Vrin, Paris, 1919
- Wilfred Monod, John Viénot, Jules-Émile Roberty, Avertissement, consolation, support mutuel, imprimerie montbéliardaise, Montbéliard, 1914

## Distinctions
- Officier de l'Instruction publique en 1903[2]
- Chevalier de la Légion d'honneur le 31 août 1925, sur contingent du Ministère de l'Instruction publique[2],[4]
- Commandeur de l'ordre d'Orange-Nassau[2]
- Docteur honoris causa de l’université de Glasgow[2]